# Route départementale 274 (Val-de-Marne)
Pour les articles homonymes, voir Route départementale 274.
La route départementale 274, faisant partie du réseau secondaire du Val-de-Marne, relie Vitry-sur-Seine à Choisy-le-Roi.

## Histoire
- Avant 2009, cet axe était la D124.

## Itinéraire
- Vitry-sur-Seine D 148
- Choisy-le-Roi D 152